# Amstel Gold Race 1983
L'Amstel Gold Race 1983 fou la 18a edició de l'Amstel Gold Race. La cursa es disputà el 14 d'abril de 1983, sent el vencedor final l'australià Phil Anderson, que s'imposà en solitari en la meta de Meerssen. Aquesta fou la primera victòria d'un ciclista australià en aquesta cursa.
156 ciclistes hi van prendre part, acabant la cursa 57 d'ells.

## Classificació final
|    | Ciclista                | Equip                                | Temps      |
| -- | ----------------------- | ------------------------------------ | ---------- |
| 1  | Phil Anderson           | Peugeot-Shell-Michelin               | 5h 50' 26" |
| 2  | Jan Bogaert             | Europdecor-Dries-Eddy Merckx         | + 31"      |
| 3  | Jan Raas                | TI-Raleigh-Campagnolo                | m. t.      |
| 4  | Jacques Hanegraaf       | TI-Raleigh-Campagnolo                | m. t.      |
| 5  | Etienne de Wilde        | La Redoute-Motobecane                | m. t.      |
| 6  | Gilbert Duclos-Lassalle | Peugeot-Shell-Michelin               | m. t.      |
| 7  | Luc Colijn              | Fangio-Tonissteiner-O.m.trucks-Mavic | m. t.      |
| 8  | Patrick Cocquyt         | Safir-Van de Ven-Moser               | m. t.      |
| 9  | Ad Wijnands             | TI-Raleigh-Campagnolo                | m. t.      |
| 10 | Steven Rooks            | Sem-Mavic-Reydel                     | m. t.      |